# Список умерших в 1886 году
В этой статье представлен список известных людей, умерших в 1886 году.
- См. также: Категория:Умершие в 1886 году

## Январь
- 3 января — Август Давидов (62) — российский математик и механик, заслуженный профессор Московского университета.
- 4 января — Андрей Подолинский (79) — российский поэт из числа последователей Пушкина.
- 16 января — Пётр Верещагин (52) — русский художник, академик пейзажной живописи, первый художник-пейзажист среднего Урала; брат Василия Петровича Верещагина.

## Февраль
- 3 февраля — Маркус Канн — австрийский шахматист и шахматный теоретик.
- 8 февраля — Иван Аксаков (62) — русский публицист, поэт, общественный деятель, один из лидеров славянофильского движения.
- 19 февраля — Йозеф Айгнер (68) — австрийский художник-портретист. Революционер.

## Март
- 3 марта
- Альфред Ассолан, французский писатель.
- Анджело Якобини, итальянский кардинал.
- 9 марта – Уильям Смит Кларк, американский ботаник.
- 11 марта – Франц Антуан, (71)  австрийский ботаник, художник и фотограф.

## Апрель
- 4 апреля — Евгений Лансере (37) — русский скульптор-анималист, Почётный вольный общник Академии художеств (1876).

## Май
- 15 мая — Эмили Дикинсон (55) — американская поэтесса.
- 23 мая — Леопольд Ранке (90) — немецкий историк.
- 29 мая — Василий Водовозов (60) — русский педагог, переводчик, детский писатель.

## Июнь
- 5 июня — Карой Кальхбреннер (79) — австро-венгерский миколог и священник.
- 13 июня — Людвиг II Баварский (40) — король Баварии с 1864.
- 14 июня — Александр Островский (63) — русский драматург.

## Июль
- 31 июля — Ференц Лист (74) — композитор и пианист венгерского происхождения.

## Август
- 3 августа — Ян Лям (48) — польский писатель, журналист, педагог.
- 15 августа — Рамакришна (50) — индийский религиозный лидер, мистик и проповедник.
- 17 августа — Василий Богданов (49) — русский врач, литератор, поэт.
- 17 августа — Александр Бутлеров (57) — русский химик.

## Сентябрь
- 27 сентября — Джон Кук (55) — американский романист, брат поэта Филиппа Кука.

## Октябрь
- 17 октября — Михаил Кашмор (71) — австралийский общественный деятель, предприниматель.
- 22 октября — Матильда Эванс (59) — австралийская писательница, педагог. Литературный псевдоним — Мод Жанна Франк.
- 24 октября — Николай Кетчер (76—77) — русский писатель-переводчик.

## Ноябрь
- 1 ноября — Мартин Гривер-и-Куни (71) — католический прелат, епископ Перта.
- 23 ноября — Адам Киркор (68) — литовский и белорусский археолог и издатель.

## Декабрь
- 30 декабря — Джордж Флетчер Мур (88) — один из ранних европейских поселенцев в западной Австралии и одна из ключевых фигур среди членов правящей элиты в её ранней истории.

## Дата неизвестна или требует уточнения
- Шломо Ганцфрид — ортодоксальный раввин, автор книг по еврейскому религиозному закону.
- Михал Гейденрейх — польский генерал, повстанец.
- Анджей Грабовский — польский художник.
- Корнелий Карастелев — профессор механики и математики.
- Кароль Машковский (55) — польский математик, ректор Львовской Технической академии.
- Андреу Турон-и-Вакер (кат. Andreu Turon i Vaquer), каталонский изобретатель музыкальных инструментов, музыкант. (род. 1815)
- Владимир Челищев (66) — русский генерал, Одесский комендант.